# Các định lý về điểm kỳ dị Penrose–Hawking
Các định lý về điểm kỳ dị Penrose–Hawking (sau Roger Penrose và Stephen Hawking) là một tập hợp các kết quả trong thuyết tương đối rộng cố gắng trả lời câu hỏi khi nào trọng lực tạo ra điểm kỳ dị.

## Điểm kỳ dị
Một điểm kỳ dị trong các nghiệm của phương trình trường Einstein là một trong hai điều sau:
1. một tình huống trong đó vật chất buộc phải nén đến một điểm (một điểm kỳ dị giống như không gian)
2. một tình huống trong đó các tia sáng nhất định đến từ một vùng có độ cong vô hạn (một điểm kỳ dị kiểu thời gian)

Điểm kỳ dị giống như không gian là một đặc điểm của các lỗ đen không tích điện không quay như được mô tả bởi Mêtric Schwarzschild, trong khi các điểm kỳ dị giống như thời gian là những điểm xảy ra trong các giải pháp chính xác của lỗ đen tích điện hoặc xoay. Cả hai đều có đặc tính không đầy đủ trắc địa, trong đó một số đường ánh sáng hoặc một số đường hạt không thể được mở rộng vượt quá một thời gian thích hợp hoặc tham số affine (tham số affine là tương tự null của thời gian thích hợp).
Định lý Penrose đảm bảo rằng một số loại không hoàn chỉnh trắc địa xảy ra bên trong bất kỳ lỗ đen nào bất cứ khi nào vật chất thỏa mãn điều kiện năng lượng hợp lý. Điều kiện năng lượng cần thiết cho định lý điểm kỳ dị của lỗ đen là yếu: nó nói rằng các tia sáng luôn tập trung cùng nhau bởi trọng lực, không bao giờ tách rời nhau và điều này giữ bất cứ khi nào năng lượng của vật chất không âm.
Định lý điểm kỳ dị của Hawking dành cho toàn bộ vũ trụ và hoạt động ngược thời gian: nó đảm bảo rằng Big Bang (cổ điển) có mật độ vô hạn. Định lý này bị hạn chế nhiều hơn và chỉ giữ khi vật chất tuân theo điều kiện năng lượng mạnh hơn, được gọi là điều kiện năng lượng chi phối, trong đó năng lượng lớn hơn áp suất. Tất cả các vật chất thông thường, ngoại trừ giá trị kỳ vọng chân không của trường vô hướng, đều tuân theo điều kiện này. Trong quá trình lạm phát, vũ trụ vi phạm điều kiện năng lượng thống trị, và ban đầu người ta lập luận (ví dụ bởi Starobinsky ) rằng vũ trụ học lạm phát có thể tránh được điểm kỳ dị lớn ban đầu. Tuy nhiên, từ đó đã chỉ ra rằng vũ trụ học lạm phát vẫn chưa hoàn thành , và do đó đòi hỏi vật lý khác với lạm phát để mô tả ranh giới quá khứ của khu vực không thời gian.
Đây vẫn còn là một câu hỏi mở cho dù thuyết tương đối tổng quát (cổ điển) dự đoán các điểm kỳ dị giống như thời gian trong phần bên trong của các lỗ đen tích điện hoặc quay thực tế, hoặc liệu đây có phải là các tạo tác của các giải pháp đối xứng cao và biến thành các điểm kỳ dị giống nhau khi nhiễu loạn được thêm vào.

## Giải thích và ý nghĩa
Trong thuyết tương đối rộng, điểm kỳ dị là nơi mà các vật thể hoặc tia sáng có thể chạm tới trong một thời gian hữu hạn nơi độ cong trở nên vô hạn, hoặc thời gian không gian dừng lại là một đa tạp. Điểm kỳ dị có thể được tìm thấy trong tất cả các không gian của lỗ đen, metric Schwarzschild, metric Reissner của Nordström, metric Kerr và metric Kerr-Newman và trong tất cả các giải pháp vũ trụ không có năng lượng trường vô hướng hoặc hằng số vũ trụ.
Người ta không thể dự đoán những gì có thể "xuất hiện" từ một điểm kỳ dị lớn trong quá khứ của chúng ta, hoặc những gì xảy ra với một người quan sát rơi vào "điểm kỳ dị của lỗ đen trong tương lai, vì vậy họ yêu cầu sửa đổi luật vật lý. Trước Penrose, có thể hình dung rằng điểm kỳ dị chỉ hình thành trong các tình huống giả định. Ví dụ, trong sự sụp đổ của một ngôi sao tạo thành lỗ đen, nếu ngôi sao đang quay và do đó có một số động lượng góc, có thể lực ly tâm một phần chống lại trọng lực và giữ cho một điểm kỳ dị hình thành. Các định lý về số ít chứng minh rằng điều này không thể xảy ra, và một điểm kỳ dị sẽ luôn hình thành một khi một chân trời sự kiện hình thành.
Trong ví dụ về sự sụp đổ của sao, vì tất cả vật chất và năng lượng là nguồn hấp dẫn của thuyết tương đối rộng, động lượng góc bổ sung chỉ kéo ngôi sao lại với nhau mạnh hơn khi nó co lại: phần bên ngoài chân trời sự kiện cuối cùng lắng xuống một lỗ đen Kerr (xem định lý Không tóc). Phần bên trong chân trời sự kiện nhất thiết phải có một điểm kỳ dị ở đâu đó. Bằng chứng là hơi xây dựng  –    nó cho thấy điểm kỳ dị có thể được tìm thấy bằng cách theo dõi các tia sáng từ một bề mặt ngay bên trong đường chân trời. Nhưng bằng chứng không cho biết loại kỳ dị nào xảy ra, spacelike, timelike, orbifold, nhảy không liên tục trong metric. Nó chỉ đảm bảo rằng nếu một người theo dõi trắc địa giống như thời gian vào tương lai, thì ranh giới của khu vực mà họ hình thành sẽ được tạo ra bởi trắc địa null từ bề mặt. Điều này có nghĩa là ranh giới phải đến từ hư không hoặc toàn bộ tương lai kết thúc ở một số phần mở rộng hữu hạn.
Một tính năng "triết học" thú vị của thuyết tương đối rộng được tiết lộ bởi các định lý số ít. Bởi vì thuyết tương đối rộng dự đoán sự xuất hiện không thể tránh khỏi của các điểm kỳ dị, nên lý thuyết này không hoàn chỉnh nếu không có thông số kỹ thuật cho những gì xảy ra với vật chất đánh vào điểm kỳ dị. Người ta có thể mở rộng tính tương đối tổng quát đến một lý thuyết trường thống nhất, chẳng hạn như các phương trình Dirac của Einstein, nơi không có điểm kỳ dị như vậy xảy ra.